# Choane

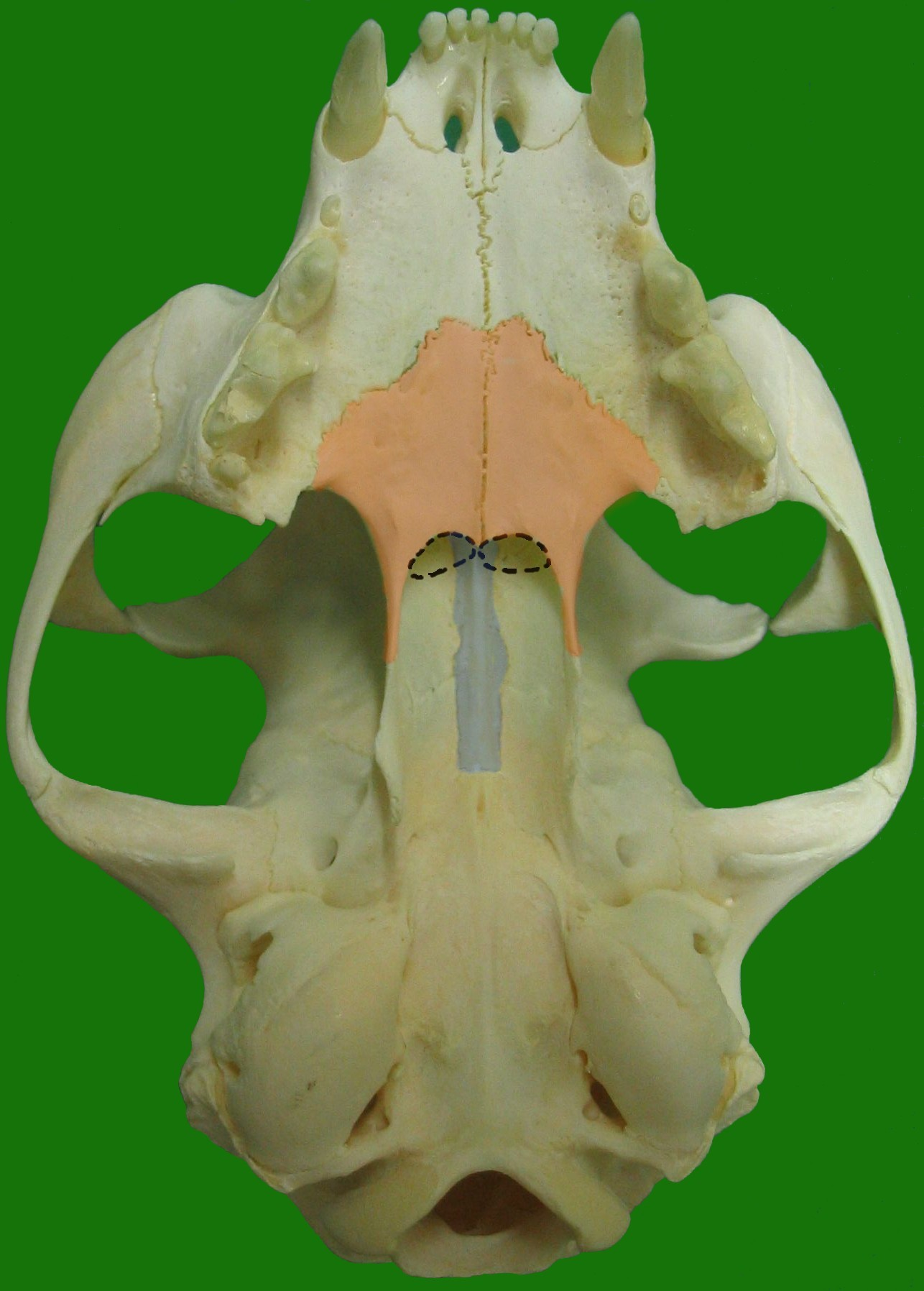
Schädelbasis der Katze (Choanen mit Strichlinie umrandet, ventrale Partie des Os palatinum orange, Vomer blau)

Als Choane (altgriechisch für ‚Trichter‘) oder Choanen bezeichnet man die paarige Öffnung der Nasenhöhle (Cavitas nasi) in die Mund- bzw. Rachenhöhle. Sie liegt an der Schädelbasis und wird auch innere Nasenöffnung genannt, im Gegensatz zur äußeren Nasenöffnung mit den knorpelgestützten Nasenlöchern (Nares). Sie ist ein Baumerkmal der Osteolepiformes, der Lungenfische und der Landwirbeltiere, die deshalb auch zu den Choanata zusammengefasst werden.
Bei Säugetieren wird die Choane vom Gaumenbein (Os palatinum) und vom vorderen Teil des Keilbeins (Os sphenoidale) begrenzt. Hier geht der ventrale (untere) Nasengang der Nasenhöhle (Meatus nasi ventralis) mit dem Nasen-Rachen-Gang (Meatus nasopharyngeus) beidseits in den Nasenrachen (Pars nasalis pharyngis) über. Die beiden Choanenöffnungen sind bei Säugetieren durch das Pflugscharbein (Vomer) voneinander getrennt.
Bei Vögeln begrenzen die beiden Gaumenbeine die Choane. Der Vomer ist bei vielen Vögeln rudimentär, so dass hier eine ungeteilte Choanenöffnung auftritt. Man unterscheidet einen vorderen (Pars rostralis) und einen hinteren Abschnitt (Pars caudalis). Letzterer liegt hinter den Gaumenfortsätzen des Oberkiefers und entspricht der Choane der Säuger, während die Pars rostralis der Gaumennaht entspricht.
Bei einigen Fischen kommt es zu einer Verbindung zwischen Nasen- und Mundhöhle (→ Fischnase).